# 瓦巴什 (阿肯色州)
瓦巴什（英語：Wabash）是位於美國阿肯色州菲利普斯縣的一個非建制地區。該地的面積和人口皆未知。

## 地理
瓦巴什的座標為34°23′19″N 90°49′43″W / 34.38861°N 90.82861°W，而該地的平均海拔高度為53米（即174英尺）。